# Sohar
Suhar (tiếng Ả Rập: صُحار, cũng được viết là Soḥār) là thủ đô và thành phố lớn nhất của tỉnh Al Batinah Bắc của Oman. Đây là cố đô của đất nước và từng giữ vai trò là một thành phố cảng Hồi giáo quan trọng, Suhar cũng được giả định là nơi nhân vật hư cấu thủy thủ Sinbad sinh ra.
Theo thống kê 2010, dân số Suhar là 140.006, và là điểm dân cư đông thứ năm của Oman. Sự phát triển của Cảng Công nghiệp Sohar đang giúp đưa thành phố trở thành một trung tâm công nghiệp.